# Robert Arthur Jr.
Robert A. Arthur Jr. (Corregidor, Filipinas, 10 de novembro de 1909 – Filadélfia, Estados Unidos, 2 de maio de 1969) foi um escritor norte-americano, mais conhecido por sua criação da série de livros infantis The Three Investigators. Também trabalhou na série Alfred Hitchcock Presents.
Graduou-se pela Universidade de Michigan, publicou inúmeros contos em diversas revistas entre 1930 e 1940.